# ماريان سيميون
ماريان سيميون (بالرومانية: Marian Simion)‏ (مواليد 14 سبتمبر 1975) هو ملاكم روماني، مثّل بلاده في الألعاب الأولمبية الصيفية في دورات 1996 و2000 و2004.

## روابط خارجية
ماريان سيميون على موقع أوليمبيديا (الإنجليزية)
- ماريان سيميون على موقع اللجنة الأولمبية الرومانية (الرومانية)